# Toshihiro Matsushita
Toshihiro Matsushita (松下 年宏?, Matsushita Toshihiro; Kagoshima, 17 ottobre 1983) è un ex calciatore giapponese, di ruolo centrocampista.

## Palmarès

### Club

#### Competizioni nazionali
- Campionato giapponese: 1

Gamba Osaka: 2005

#### Competizioni internazionali
- Coppa Suruga Bank: 1

FC Tokyo: 2010